# Plaisance-du-Touch
Plaisance-du-Touch è un comune francese di 16 482 abitanti situato nel dipartimento dell'Alta Garonna nella regione dell'Occitania.

## Società

### Evoluzione demografica
Abitanti censiti

## Amministrazione

### Gemellaggi
- Carnate